# عثمان انگوم کامارا
عثمان انگوم کامارا (انگلیسی: Ousmane N'Gom Camara؛ زادهٔ ۲۶ مهٔ ۱۹۷۵) بازیکن فوتبال اهل گینه بود.
از باشگاه‌هایی که در آن بازی کرده است می‌توان به باشگاه فوتبال قونیه‌اسپور، باشگاه فوتبال مشلان، و باشگاه ورزشی وارخم اشاره کرد.
وی همچنین در تیم ملی فوتبال گینه بازی کرده است.